# Estilbita-Na
L'estilbita-Na és un mineral de la classe dels silicats, que pertany al subgrup de l'estilbita, dins de les zeolites.

## Característiques
L'estilbita-Na és un silicat de fórmula química (Na,Ca,K)6-7[Al₈Si28O72]·nH₂O. Cristal·litza en el sistema monoclínic. La seva duresa a l'escala de Mohs es troba entre 3,5 i 4.
Segons la classificació de Nickel-Strunz, l'estilbita-Na pertany a «09.GE - Tectosilicats amb H₂O zeolítica; cadenes de tetraedres de T10O20» juntament amb els següents minerals: clinoptilolita-Ca, clinoptilolita-K, clinoptilolita-Na, heulandita-Ca, heulandita-K, heulandita-Na, heulandita-Sr, heulandita-Ba, estilbita-Ca, barrerita, stel·lerita, brewsterita-Ba i brewsterita-Sr.

## Formació i jaciments
Va ser descoberta al Cap de Pula, a la província de Cagliari, Sardenya (Itàlia). També ha estat descrita posteriorment en diversos indrets d'Itàlia, Austràlia, Alemanya, l'Índia, el Japó, Mèxic i als estats nord-americans d'Alaska, Pennsilvània, Utah i Washington.